# Antun Oršić
Antun Oršić Slavetički (Karlovac, 1670. – Körmen, 10. listopada 1706.), hrvatski velikaš, barun i habsburški vojni časnik iz hrvatske velikaške obitelji Oršić Slavetički.
Oženio je barunicom Marijom Terezijom Wintershoffen s kojom je imao troje djece, među kojima sinove Ivana i Bernarda III. Poslije nekoliko godina braka optužio je suprugu za nevjeru i pokušaj ubojstva pomoću magije te je uspio ishoditi razvod.
Istaknuo se u Ratu za španjolsku baštinu (1701. – 1714.), a poginuo je 1706. godine dužnosti pukovnika ličkih krajišnika.

## Vanjske poveznice
- Oršići – Hrvatska enciklopedija
- Obitelj Oršić – msb.mhz.hr